# Locate Varesino
Locate Varesino là một đô thị ở tỉnh Como trong vùng Lombardia, có cự ly khoảng 30 kilômét (19 mi) về phía tây bắc của Milano và khoảng 20 kilômét (12 mi) về phía tây nam của Como. Tại thời điểm ngày 31 tháng 12 năm 2004, đô thị này có dân số 4.036 người và diện tích là 5,8 km².
Locate Varesino giáp các đô thị: Cairate, Carbonate, Fagnano Olona, Gorla Maggiore, Tradate.